# Dolby Pro Logic

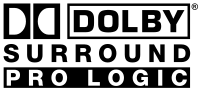
Logo Dolby Pro Logic

Dolby Pro Logic je typ prostorového ozvučení vyvinutý společností Dolby Laboratories, je designován na dekódování zvukových stop které jsou kódovány vícekanálovým analogovým zvukovým systémem pro domácí použití Dolby Surround. Dolby Stereo je zvukový formát využívaný systémem Dolby Stereo vytvořen společností Dolby roku 1976 pro analogové zvukové systémy kin pro zakódování více zvukových stop do stereo záznamu. Tento formát se začal používat roku 1982 pro domácí použití jako Dolby Surround když byly zavedeny spotřebitelské videorekordéry s podporou Hi-Fi. Poté bylo více vylepšeno s Pro Logic dekódovací technologií roku 1987.
Dolby MP Matrix byl profesionální systém, který kódoval 4 kanály filmového zvuku do 2. Tato stopa, kterou používá systém pro kina Dolby Stereo na optickém stereofonním tisku o průměru 35 mm a dekódovala zpět na původní 4.0 Surround. Stejná čtyřkanálová stereofonní stopa byla z velké části ponechána beze změny a byla spotřebitelům zpřístupněna jako „Dolby Surround“ na domácím videu. Původní dekodéry Dolby Surround v roce 1982 však byly jednoduchým pasivním maticovým 3 kanálovým dekodérem: L / R a Mono Surround. Pásmo bylo omezeno na 7 kHz. To také mělo Dolby Noise Reduction a nastavitelné zpoždění pro lepší oddělení kanálů a aby se zabránilo úniku dialogu a příchodu k uším posluchačů jako první. Přední středový kanál byl rovnoměrně rozdělen mezi levý a pravý kanál pro fantomovou reprodukci středu. To se lišilo od systému Dolby Stereo, který pomocí aktivního řízení a dalšího zpracování dekódoval středový kanál pro dialog a střed zaměřený na akci obrazovky. Později v roce 1987 byl spotřebitelům propuštěn dekódovací systém Pro Logic. Vyznačoval se prakticky stejným typem 4kanálového dekódování jako divadelní procesor Dolby Stereo s aktivní logikou řízení a mnohem lepším oddělením kanálů (až 30 dB) a také poprvé zahrnoval výstup vyhrazeného středového kanálu. Mnoho samostatných dekodérů Pro Logic také obsahovalo možnost fantomového centra pro kompatibilitu s dřívějšími domácími kiny, které nejsou vybaveny Pro-Logic Dolby Surround, aby rozdělila signál středového kanálu na reproduktory L / R pro reprodukci staršího fantomového centra.
Dolby Surround Pro Logic je celé jméno, které odkazuje na maticový formát surround a dekódovací systém v jednom. Když je zvuková stopa Dolby Surround vytvořena v postprodukci [Dolby MP Matrix], jsou čtyři zvukové kanály maticově kódovány do stereo (dvoukanálové) zvukové stopy. Středový kanál je kódován umístěním rovnoměrně do levého a pravého kanálu minus 3dB; a prostorový kanál je kódován pomocí technik fázového posunu pro informace o fázovém posunu (L–R). Prostorový kanál byl často používán pro okolní zvuky pozadí v původní nahrávce, hudební skóre a efekty.
Dekodér / Kodér Dolby Pro Logic „rozkládá“ zvukovou stopu zpět do původního prostorového zvuku 4.0 – levého a pravého, středního a jediného zadního kanálu s omezeným kmitočtem (7 kHz dolnoprůchodem filtrovaného [1]), zatímco systémy chybí dekodér přehrává zvuk jako standardní stereo.
Přestože byl Dolby Surround představen jako analogový formát, všechny dekodéry Dolby Digital obsahují digitálně implementovaný dekodér Dolby Surround Pro Logic pro digitální stereo signály, které nesou maticově kódovaný Dolby Surround. Jedním z prvních byl přijímač a zesilovač prostorového zvuku MSP400 od RCA pro jejich špičkovou značku Dimensia. Byl vydán v roce 1987 pro systém digitálních příkazových komponentů.